# Saturn Award für die beste Comicverfilmung
Folgende Filme haben den Saturn Award für die beste Comicverfilmung gewonnen:
| Jahr | Film                           | Weitere Nominierungen |
| ---- | ------------------------------ | --- |
| 2014 | Iron Man 3                     | Man of Steel Thor – The Dark Kingdom Wolverine: Weg des Kriegers                                                                          |
| 2015 | Guardians of the Galaxy        | The Amazing Spider-Man 2: Rise of Electro The Return of the First Avenger X-Men: Zukunft ist Vergangenheit                                |
| 2016 | Ant-Man                        | Attack on Titan Avengers: Age of Ultron Kingsman: The Secret Service Die Peanuts – Der Film                                               |
| 2017 | Doctor Strange                 | Batman v Superman: Dawn of Justice Deadpool The First Avenger: Civil War Suicide Squad X-Men: Apocalypse                                  |
| 2018 | Black Panther                  | Guardians of the Galaxy Vol. 2 Logan – The Wolverine Spider-Man: Homecoming Thor: Tag der Entscheidung Wonder Woman                       |
| 2019 | Avengers: Endgame              | Aquaman Avengers: Infinity War Captain Marvel Shazam! Spider-Man: Far From Home Spider-Man: A New Universe                                |
| 2021 | Joker                          | Birds of Prey: The Emancipation of Harley Quinn Bloodshot The New Mutants The Old Guard                                                   |
| 2022 | Spider-Man: No Way Home        | The Batman Doctor Strange in the Multiverse of Madness Shang-Chi and the Legend of the Ten Rings The Suicide Squad Thor: Love and Thunder |
| 2024 | Guardians of the Galaxy Vol. 3 | Ant-Man and the Wasp: Quantumania Black Panther: Wakanda Forever Blue Beetle The Flash                                                    |